# 585. grenadirski polk (Wehrmacht)
585. grenadirski polk (izvirno nemško 585. Grenadier-Regiment; kratica 585. GR) je bil pehotni polk Heera v času druge svetovne vojne.

## Zgodovina
Polk je bil ustanovljen 15. oktobra 1942 s preimenovanjem 587. pehotnega polka; dodeljen je bil 320. pehotni diviziji. 
Avgusta 1944 je bil polk uničen. 
Ponovno je bil ustanovljen 27. oktobra 1944 kot 1. polk Senčne divizije Möckern.